# カッシーニの卵形線

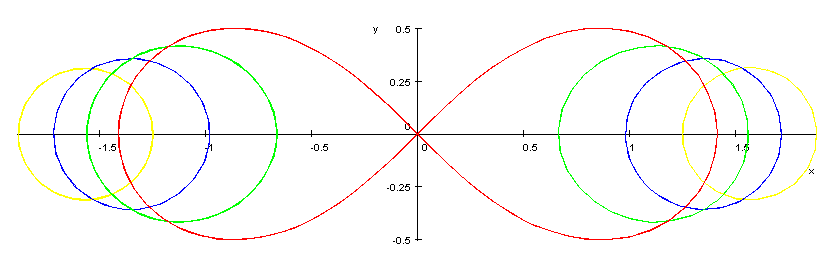
本文の式で

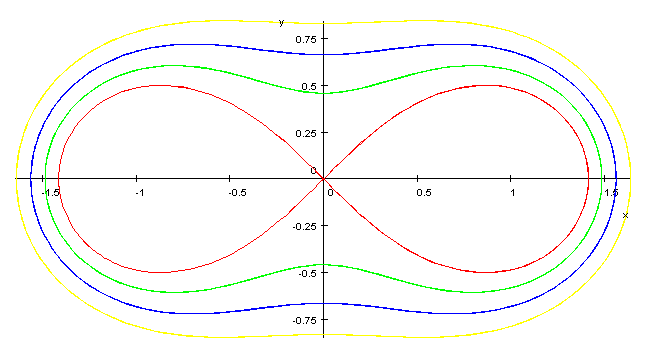
本文の式で

カッシーニの卵形線（カッシーニのらんけいせん、英語: Cassinian oval）は、直交座標の方程式 {\displaystyle (x^{2}+y^{2})^{2}-2b^{2}(x^{2}-y^{2})-(a^{4}-b^{4})=0} によって表される平面四次曲線である。

## 性質
x軸、y軸に対して線対称である。
- a < bのとき2つのまるいループに分かれる。

{\displaystyle (\pm {\sqrt {a^{2}+b^{2}}},0),(\pm {\sqrt {-a^{2}+b^{2}}},0)} の4点でx軸と交わる。
- a = bのときベルヌーイのレムニスケートとなる。

{\displaystyle (\pm {\sqrt {a^{2}+b^{2}}},0),(0,0)} の3点でx軸と交わる。
- a > bのとき1つのループからなる。

{\displaystyle (\pm {\sqrt {a^{2}+b^{2}}},0)} の2点でx軸と交わる。

## 軌跡
2つの定点(-b,0),(b,0)に対して、動点P(x,y)を考える。
2つの定点からPへのそれぞれ距離の積が {\displaystyle a^{2}} であるようなPの軌跡がカッシーニの卵形線になる。
すなわち {\displaystyle {\sqrt {(x+b)^{2}+y^{2}}}{\sqrt {(x-b)^{2}+y^{2}}}=a^{2}} となり、この式の両辺を2乗してから変形すると、冒頭の定義式が得られる。